# Ceramius lusitanicus
Ceramius lusitanicus is een vliesvleugelig insect uit de familie van de plooivleugelwespen (Vespidae). De wetenschappelijke naam van de soort is voor het eerst geldig gepubliceerd in 1824 door Klug.